# MLG 27遙控機炮
MLG 27（意為：27毫米口徑海上輕型火砲）是一台由莱茵金属以BK-27機炮為藍本研製與生產的遙控轉輪式舰载機炮，發射27×145毫米機炮彈藥。

## 概述
MLG 27搭载一门轉輪式机构的BK-27机炮，可用作打擊無裝甲或輕裝甲的海上目標、飛機、導彈，以至地面目標的輕型火炮。选择搭载BK-27机炮的原因是，歐洲戰機公司所生產的龍捲風戰鬥轟炸機和颱風戰鬥機（歐洲戰鬥機）都使用該型機炮，證明其設計成功。MLG 27為電動和遙控操作砲塔。該舰载機炮的一個設計優點，就是因為不需要「甲板穿透」（在甲板下方需要適量的安裝空間），所以可以很輕易地整合到現有的戰艦以上（比如直接焊接在甲板的任何部位並且像插件一樣使用）。該武器系統具有全天候的戰鬥能力，其目標跟踪旁邊是白光攝像機和熱成像儀設備。機炮還內置了整個火控系統。激光測距儀可作手動和自動的距離測量。彈藥存儲在機炮右側的彈箱以內，藉由彈鏈經以柔性輸彈槽供彈。

## 使用國
MLG 27可在德國海軍的幾乎所有主要單位，比如不萊梅級（F122）、布蘭登堡級巡防艦（F123）和薩克森級巡防艦（F124）、布倫瑞克級（K130）輕型護衛艦和柏林级补给舰以上找到。即將服役的F125級護衛艦亦會採用該型舰载機炮。它取代德國海軍現有的20毫米和40毫米口徑機炮，並成為其最初的27毫米口徑機炮。自2003年，德國海軍採用MLG 27以來，也受到萊茵金屬公司易碎脫殼穿甲彈（簡稱：FAPDS）彈藥的發展所影響。

## 資料來源
1. ↑  .   [2016-06-14]. （原始内容存档于2010-11-28）. (Memento vom 28. November 2010 im Internet Archive)

## 外部連結
- （英文）—Defense-Aerospace.com—MLG 27 From Mauser-Werke Oberndorf: New Light Naval Gun For New Missions （页面存档备份，存于）
- （英文）—Navweaps.com—Germany 27 mm MLG 27 Light Naval Gun System （页面存档备份，存于）
- （英文）—Deagel.com—MLG 27 （页面存档备份，存于）
- （英文）—seaforces.org—Surface Vessel Weapon System MLG-27 27mm light naval machine gun system （页面存档备份，存于）
- （英文）—Rheinmetall MLG 27 a versatile effector for contemporary operations （页面存档备份，存于）
- （英文）—MLG 27 Light Naval Gun System[永久]